# Combretum roxburghii
Combretum roxburghii är en tvåhjärtbladig växtart som beskrevs av Spreng.. Combretum roxburghii ingår i släktet Combretum och familjen Combretaceae. Inga underarter finns listade i Catalogue of Life.